# CVL (damvolleyboll)
CVL (kinesiska: 中国女子排球超级联赛, engelska: Chinese Volleyball Super League) är en volleybollserie för damlag i Kina. Serien skapades 1996 och organiseras av Kinas volleybollförbund. Ursprungligen användes namnet Chinese Volleyball League (CVL) på engelska.
Ursprungligen hade serien 12 lag, inför säsongen 2017/2018 ökades det till 14 lag och inför säsongen 2023/2024 till 15 lag. Serien blev helprofessionell 2017 och dess namn på engelska bytes då till det nuvarande (dock utan förkortningen CVL eller seriens symbol, där bokstäverna ingår, ändrades). Under årens lopp har seriens upplägg varierat, men generellt har den använt ett liknande upplägg som många andra volleybollserier på mästerskapsnivå med en grundserie följt av cupspel mellan de främsta lagen. Fram till utvidgningen 2017/2018 kunde de sämsta lagen åka ur serien.